# Hippocamelus bisulcus
El huemul (Hippocamelus bisulcus), es un mamífero en peligro de extinción perteneciente a la familia Cervidae que habita en la cordillera de los Andes en los bosques andino patagónicos. 
Es el cérvido más austral del planeta. Su población en el siglo XX ha sido (como otras especies silvestres) drásticamente exterminada por los seres humanos, ya sea por considerarlo "plaga" o por "deporte", como uno de los objetivos de la llamada caza mayor. De este modo, a inicios del siglo XXI, de los millares que había en la Patagonia, quedan menos de 1000.

## Descripción
El huemul, como su pariente filogenético, la taruca,  tiene un cuerpo rechoncho, robusto y patas cortas. Alcanza un tamaño de hasta 165 cm de longitud y hasta 170 cm de altura contando las astas, siendo las hembras un poco más pequeñas que los machos. Su pelaje es grueso, denso y de color beige o café oscuro, según la época del año. Sus orejas y su cola, miden entre 10 y 20 cm de largo. Los machos poseen un par de astas bifurcadas que pueden alcanzar hasta 30 cm de longitud. Su peso ronda entre los 40 y 100 kg. Es un animal herbívoro, que se alimenta principalmente de arbustos, hierbas y brotes de árboles, como también de líquenes que encuentra entre las rocas, en los altos picos.

## Hábitat

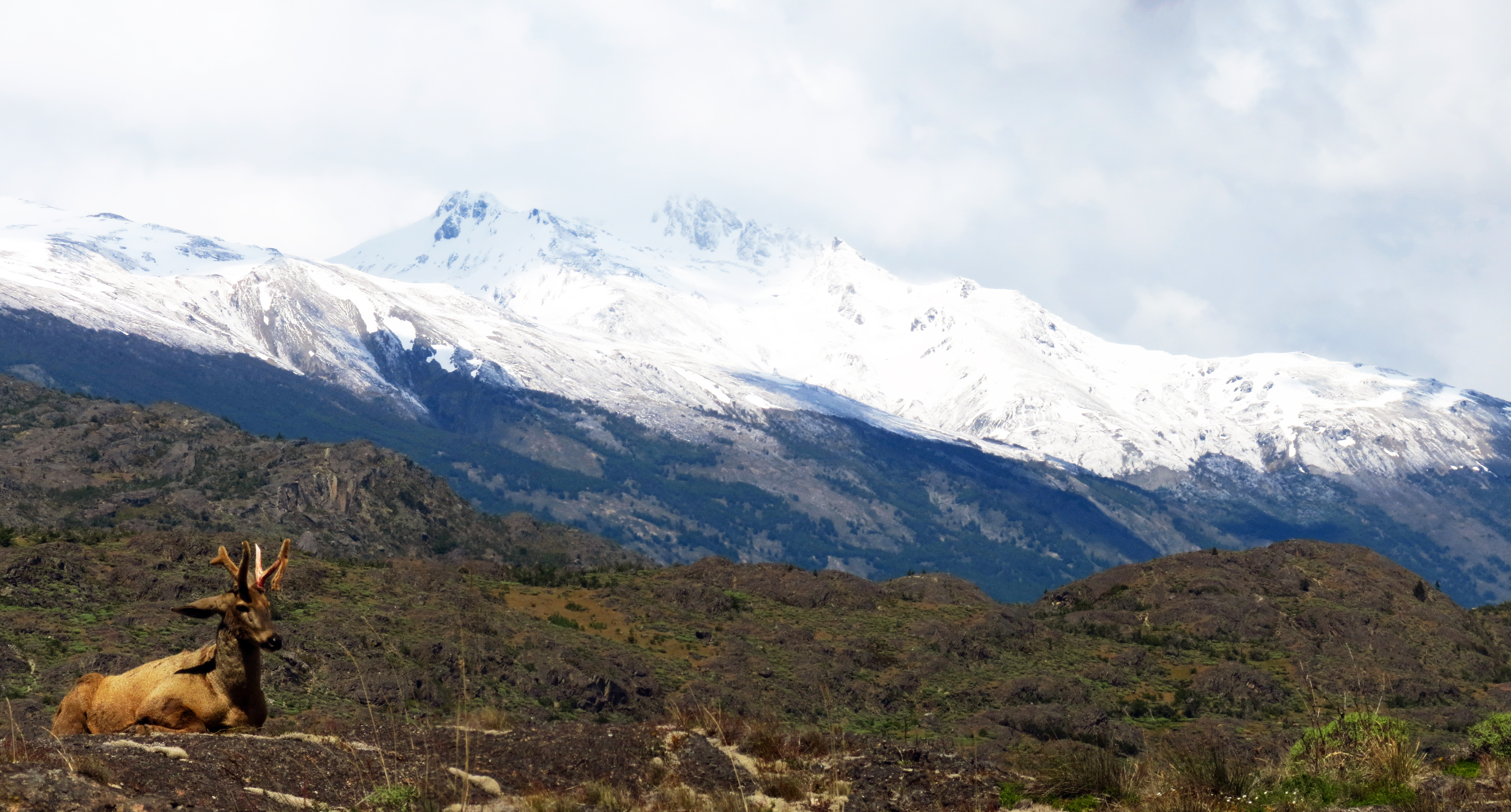
Huemul descansando en Cochrane, Provincia Capitán Prat, Chile

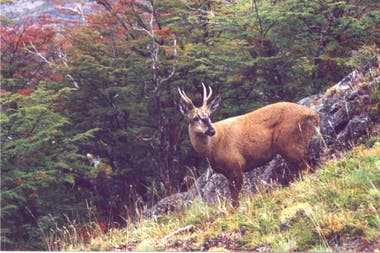
Huemul en el parque nacional Los Alerces, Provincia del Chubut, Argentina

Los huemules viven  en pequeños grupos de dos a tres animales; estos grupos son constituidos por una hembra y sus crías. Pero también hay ejemplares que llevan vidas solitarias. En el siglo XVI, los huemules habitaban la región del sudoeste de Sudamérica, a partir del paralelo 34ºS (Centro Oeste de la Provincia de Mendoza en la Argentina y la Región Metropolitana en Chile) hasta el estrecho de Magallanes. A fines del siglo XIX, debido al retroceso de su área de expansión, el número de individuos de esta especie comenzó a disminuir drásticamente, quedando a fines del siglo XX, algunos centenares de ejemplares en el bosque andino patagónico o subantártico, ubicado al sur del paralelo 38ºS (esto es, al sur de la región de La Araucanía, en Chile, y al suroeste de la provincia del Neuquén, en Argentina).
Se logró distribuir en el Centro Oeste de la Provincia de Mendoza y hacia 1965 esta especie todavía se hallaba citada por varios autores.
En Chile, en el Reserva Nacional Magallanes el día de verano 14 de febrero de 2023, turistas españoles registran el primer avistamiento del huemul caminando por uno de los senderos del parque, conocido como Las Lengas.

## Reconocimientos
El huemul fue declarado monumento natural nacional en Argentina el 25 de septiembre de 1996 al sancionarse la ley n.º 24702, junto con la taruca (Hippocamelus antisensis). Es además monumento natural provincial en Neuquén (ley n.º 2696 sancionada el 28 de abril de 2010), Río Negro (ley n.º 2646 sancionada el 17 de junio de 1993), Chubut (ley n.º 4793 sancionada el 6 de diciembre de 2001) y Santa Cruz (ley n.º 2103 sancionada el 16 de agosto de 1989). Se encuentra protegido en los parques nacionales Nahuel Huapi (provincias de Neuquén y Río Negro), Lago Puelo y Los Alerces (provincia de Chubut), Perito Moreno y Los Glaciares (provincia de Santa Cruz).
En 2013 existe en Argentina el proyecto de crear el parque nacional Lago La Plata (en la región occidental y andina de la provincia de Chubut) cuyo máximo objetivo es proteger y recuperar la población de huemules en la cuenca del lago La Plata.

Escudo Nacional de Chile, con el huemul a la izquierda y el cóndor a la derecha.

También es monumento natural de Chile, mediante decreto, el 30 de junio de 2006. Forma parte de su escudo nacional. Por ello, se inauguró, en el marco del Día Mundial de la Tierra, el 22 de abril de 2008, el sendero y/o mirador "Huella Huemul" en la Reserva Nacional Ñuble, en la región de Ñuble. La iniciativa, que contó con la participación de estudiantes tesistas de las universidades de Talca y del Biobío, surgió como una forma difundir en la propia reserva, el estado de vulnerabilidad de esta especie nativa de ciervos, ya que en la reserva quedan menos de una decena de ejemplares. Inspiró la forma del trofeo de la Primera División del fútbol chileno, instaurado en 2010.

## Estado de conservación
Estos ciervos ahora están protegidos en trece parques nacionales de Chile y seis de la Argentina, y ha estado clasificado como una especie en peligro de extinción desde 1976 por la UICN. Se considera en esa situación principalmente por consecuencia de la acción humana: la deforestación, fragmentación de hábitat por la construcción de caminos y carreteras, introducción de animales no autóctonos como el ganado o el ciervo rojo y la caza furtiva, lo que provocó que sus poblaciones están cada vez más reducidas y aisladas.
Lamentablemente en Argentina, el último informe actualizado el 5 de julio de 2022 por el CONICET estiman que la metapoblación originaria se redujo drásticamente, quedando menos de 500 ejemplares ya que los investigadores comprobaron que, debido a la caza intensiva en tiempos históricos, perdieron tradiciones migratorias que son clave para su supervivencia, quedando fragmentados en unos 60 grupos a lo largo de 1800 km de los Andes, con uno de los grupos poblacionales más destacados en el Parque Protegido Shoonem, Alto Río Senguer, en la Provincia de Chubut, donde se desarrollan tareas de investigación con el apoyo de la Dirección de Flora y Fauna de la Provincia del Chubut.